# Tropidoprion pfeifferae
Tropidoprion pfeifferae là một loài bọ cánh cứng trong họ Cerambycidae.